# أدراسية
قرية أدراسية هي إحدى القرى التابعة لمركز أهناسيا في محافظة بني سويف في جمهورية مصر العربية. حسب إحصاءات سنة 2006، بلغ إجمالي السكان في أدراسية 1596 نسمة، منهم 842 رجلا و754 امرأة.